# The Vice Squad
Pour plus de détails, voir Fiche technique et Distribution.
The Vice Squad est un film américain réalisé par John Cromwell, sorti en 1931.

## Synopsis
La brigade des mœurs trompe une ambassade étrangère pour qu'elle s'en prenne à un infâme gang d'escrocs...

## Fiche technique
- Titre : The Vice Squad
- Réalisation : John Cromwell
- Scénario : Oliver H.P. Garrett
- Société de production : Paramount Pictures
- Pays d'origine : États-Unis
- Format : Noir et blanc
- Genre : drame
- Durée : 81 minutes
- Date de sortie : 1931

## Distribution
- Paul Lukas : Stephen Lucarno
- Kay Francis : Alice Morrison
- Judith Wood : Madeleine Hunt
- William B. Davidson : Magistrat Tom Morrison
- Rockliffe Fellowes : Détective Mather
- Esther Howard : Josie
- Monte Carter : Max Miller
- Juliette Compton : la femme de l'ambassadeur
- G. Pat Collins (en) : Pete
- Phil Tead (en) : Tony
- Tom Wilson : Préposé au tribunal de nuit
- James Durkin : Second Magistrat
- Davison Clark : Médecin